# 拓跋翳槐
拓跋翳槐（？—338年），中國东晋十六國時期鲜卑索頭部首領、代王，329年至335年、337年至338年在位，是南北朝時期北魏皇帝的先祖之一。拓跋鬱律長子，拓跋紇那之堂侄，拓跋什翼犍之長兄。

## 生平
紇那即代王位時，翳槐居住在其舅父贺兰蔼头之賀蘭部中。327年，紇那命藹頭交出翳槐，藹頭不從，紇那遂聯合宇文部攻賀蘭部，不能取勝。329年，藹頭及其他各部酋長共立翳槐為代王，紇那無法抵抗，只好投奔宇文部。翳槐並派其弟拓跋什翼犍出質於后赵請和。
335年，翳槐因藹頭對其不敬乃欲殺之，不料各部因此叛變，此時紇那自宇文部返回，再被擁立為代王，翳槐遂逃奔后赵，為後趙所厚待。337年，翳槐在後趙將領李穆保護下至代國首府大寧（今河北張家口），翳槐的舊部紛紛歸附，紇那因此再出奔前燕，而翳槐重新修築盛樂（今內蒙古和林格尔县）做為首府。
338年，翳槐去世，遺命立遠在後趙的什翼犍繼代王位。北魏道武帝拓跋珪稱帝時，將翳槐追諡為烈皇帝。
建国七年（344年），其弟什翼犍将他的女儿拓跋氏嫁给了自己的岳父、燕王——慕容皝。

## 後代
- 第四子拓跋谓，北魏武卫将军
- 曾孫拓跋大頭
- 玄孫拓跋齊
- 拓跋處真

## 類似記載
《新唐書》記載拓跋鬱律長子名為拓跋沙莫雄，為拓跋什翼犍之兄，曾為鮮卑南部大人。其子長孫嵩。